# Río Aigüeta
El río Aigüeta es un curso de agua del nordeste de la península ibérica, afluente del Ésera. Discurre por la provincia de Huesca.

## Curso
El río, que discurre por la provincia española de Huesca, nace de unos montes de la pedanía de Barbaruéns. Discurre hasta desaguar en el Ésera en las inmediaciones de Seira. A mediados del siglo XIX, criaba «truchas y pocas anguilas». Aparece descrito en el primer volumen del Diccionario geográfico-estadístico-histórico de España y sus posesiones de Ultramar de Pascual Madoz con las siguientes palabras:

AGUETA (tambien se escribe AYGUETA): r. de la prov. de Huesca, part. jud. de Boltaña; tiene su origen en los montes del l. de Barbaruens, cuyo térm. atraviesa por espacio de 1 1/2 hora y se reune con el Ara (V) á 1/4 de leg. del pueblo de Seyra; poco antes de su confluencia tiene un puente de madera para tránsito de personas; se halla en muy mal estado, y es tan frágil que cualquier avenida por pequeña que sea, lo arrebata ó destruye: de ordinario lleva tres muelas de agua, que suelen disminuirse considerablemente durante el estío. Prod. truchas y pocas anguilas.
(Madoz, 1845, pp. 134-135)